# Jay Mohr
Jon Ferguson Mohr (Verona, New Jersey, 23. kolovoza, 1970.), američki je glumac.

## Vanjske poveznice
- Jay Mohr na IMDB-u[neaktivna poveznica]